# Palaeogiraffa
Palaeogiraffa — викопний рід жирафових. Його вперше назвали Боніс і Буврен у 2003 році та містить один вид, P. major. Він був знайдений лише на місці скам'янілостей у Юлафлі, Туреччина.